# Blindflugschule

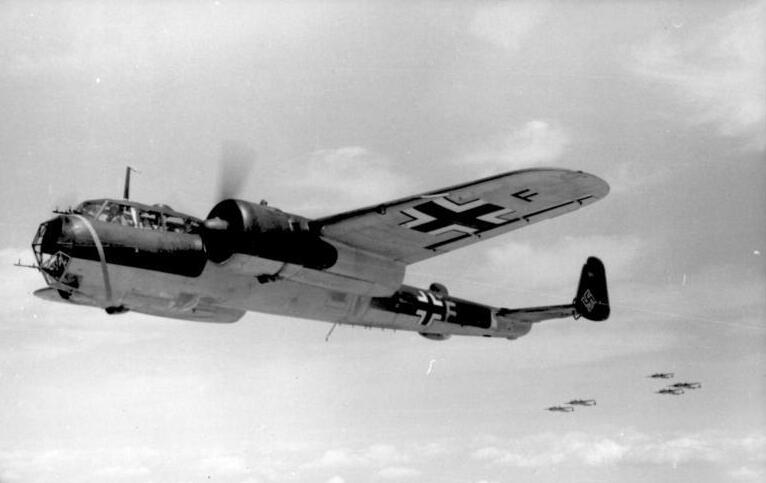
Dornier Do 17 als einer der Schulflugzeugtypen der Blindflugschulen

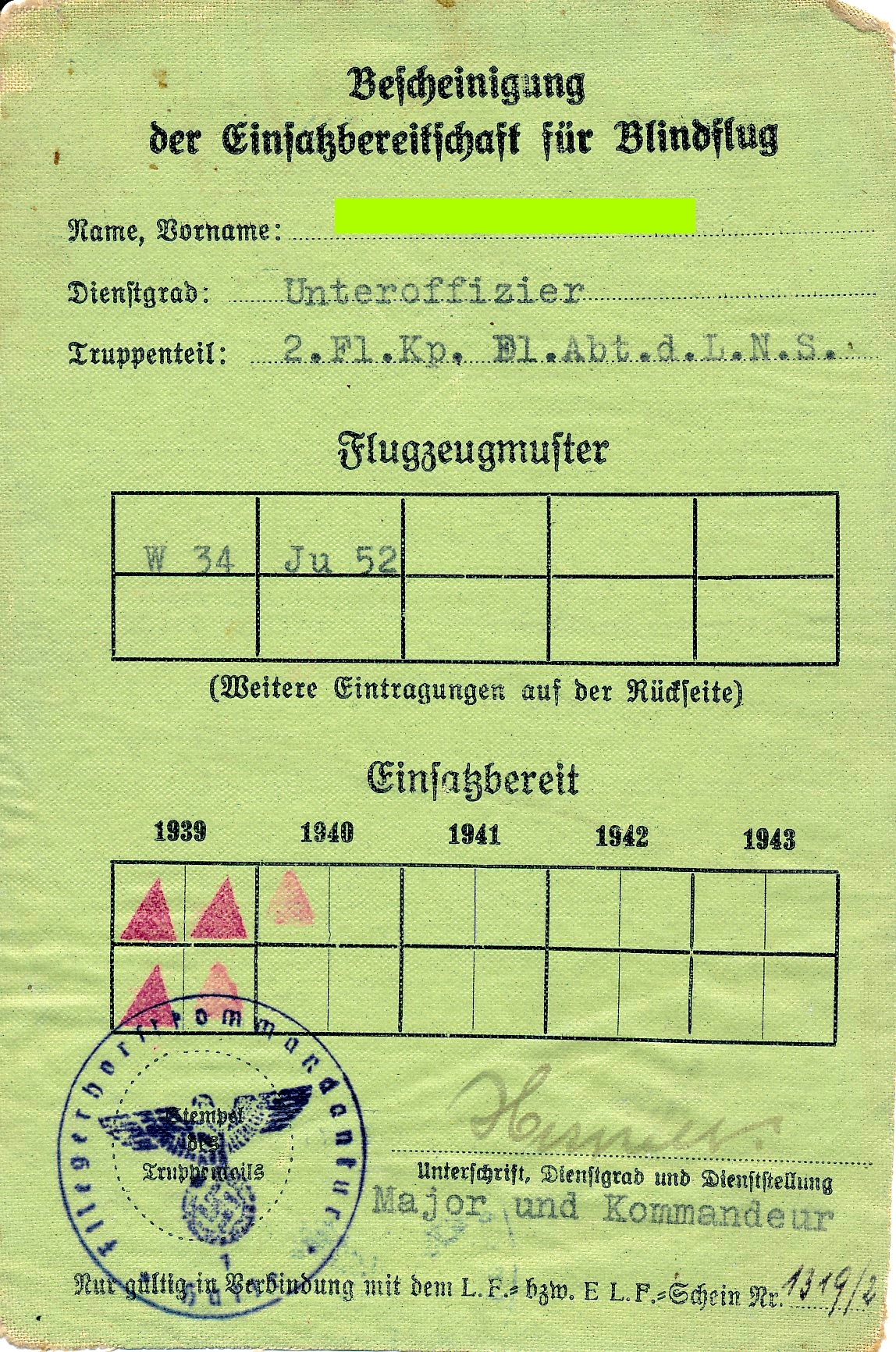
Blindflugbescheinigung für die Flugmuster Junkers W 34 und Junkers Ju 52 (Einsatzbereitschaft 1939/1940)

Blindflugschulen waren spezielle Flugschulen der Luftwaffe der deutschen Wehrmacht, deren Absolvierung die Verwendung des Flugzeugführers in einem Kampf-, Fernaufklärungs-, Nachtjagd- oder Seefliegerverband ermöglichte. Im Deutschen Reich gab es zwölf Blindflugschulen.

## Geschichte
Die Ausbildungsrichtlinien für den Blindflug oder Instrumentenflug wurden in der im Jahre 1925 begründeten Deutschen Verkehrsfliegerschule in Berlin-Staaken aufgestellt. Die DVS war eine bereits während der Weimarer Republik gegründete Tarnorganisation, die zunächst für den Verteidigungsfall ausgebildete Piloten bereitstellen sollte und ab 1933 dem geheimen Aufbau der deutschen Luftwaffe diente.
Die Richtlinien beinhalteten Streckenflug, Durchstoßverfahren, ZZ-Anflüge, Fremd- und Eigenpeilung, Standliniennavigation. Die Fluggeräte an den Blindflugschulen waren identisch mit denen der Flugzeugführer-C-Schulen, sie waren allerdings mit zusätzlichen Navigationsinstrumenten bestückt. Ende 1941 setzte aus den von Frontverbänden rücklaufenden Einsatzmustern eine Spezialisierung auf bestimmte Flugzeugtypen und Verbandsgattungen ein. Die Blindflugschulen erhielten ab diesem Zeitpunkt eine neue Nummerierung.
Später wurden auch Flugzeuge für die spezielle Blindflugschulung wie die Siebel Si 204, ursprünglich ein Passagierflugzeug, in Dienst gestellt.

### Blindflugschulen
Die Standorte der Blindflugschulen waren:
| Name                      | Ort                   | Aufstellung      | Kommandeur                           | Anmerkung |
| ------------------------- | --------------------- | ---------------- | ------------------------------------ | --- |
| Blindflugschule 1         | Brandis               | 1. Oktober 1935  | Oberst Aue                           | Im Oktober 1943 in FFS (B) 31 (auch kurz: B 31) umbenannt. |
| Blindflugschule 2         | Neuburg an der Donau  | 1. November 1938 | ?                                    | Im Oktober 1943 in FFS (B) 32 (auch: B 32) umbenannt. |
| Blindflugschule 3         | Königsberg-Devau      | Dezember 1939    | Oberstltn. Babekuhl                  | Im Oktober 1943 in FFS (B) 33 (auch: B 33) umbenannt. |
| Blindflugschule 4         | Wien-Aspern           | Dezember 1940    | Oberstltn. Hermann Ritter v. Lechner | Die BFS 4 wurde am 15. Oktober 1943 in FFS (B) 34 umbenannt und in Kopenhagen-Kastrup stationiert, mit den Satellitenflugplätzen Schwerin-Görries, Neumünster, Kolberg, Pütnitz, Værløse. Aufgelöst am 4. Februar 1945. |
| Blindflugschule 5         | Marienburg            | Dezember 1939    | Major Seidler                        | Im Oktober 1943 in FFS (B) 35 (auch: B 35) umbenannt. Ab 1943 Fliegerhorst Hagenow. |
| Blindflugschule 6         | Celle/Radom/Wesendorf | April 1934       | Oberstleutnant Stollbrock            | Im April 1934 als BFS Celle aufgestellt, im Juni 1940 nach Radom verlegt wird im Juni 1941 zur BFS 6 in Wesendorf, ab Oktober 1943 FFS 36 (auch: B 36), im Oktober 1944 geschlossen                                     |
| Blindflugschule 7         | Insterburg            | Dezember 1939    | Major Babekuhl                       | Im Oktober 1943 in FFS (B) 37 (auch: B 37) umbenannt. |
| Blindflugschule 8         | Belgrad-Semlin        | März 1943        | Major Kuhn                           | Im Oktober 1943 in FFS (B) 38 (auch: B 38) umbenannt. |
| Blindflugschule 9         | Kaunas                | Juni 1943        | ?                                    | |
| Blindflugschule 10        | Altenburg             | Mai 1943         | Oberstleutnant Gerstenberg           | Im Mai 1943 aus der FFS (A/B) 33 aufgestellt. Im Oktober 1943 entstand aus der BFS 10 das Schuljagdgeschwader 110. |
| Blindflugschule 11        | Stubendorf            | Juli 1943        | Major Kraus                          | Im Juli 1943 aus der FFS (A/B) 110 aufgestellt. Im Oktober 1943 entstand aus der BFS 11 das Schulschlachtgeschwader 111.                                                                                                |
| Blindflugschule Schleswig | Schleswig             | Mitte 1938       | Hauptmann von Glasow                 | |

### Sonstige Schulen für Flugzeugführer
- Fluglehrerschule der Luftwaffe in Briest: Ab 1936 bestand auf dem Flugplatz Brandenburg-Briest die einzige Fluglehrerschule der Luftwaffe.

Daneben gab es weitere Schulen, die die Ausbildung der Flugzeugführer vervollständigten:
- Luftkriegsschulen
- Flugzeugführerschulen A/B
- Flugzeugführerschule (See)
- Flugzeugführerschulen C

### Schulungsgeräte der Blindflugschulen
| Land/See | Schulungsgeräte                                  |
| -------- | ------------------------------------------------ |
| C2/Land  | Do 11, Do 23, Do 17, He 111, Ju 52, Ju 86, Ju 88 |
| C2/See   | Do Wal, Do 18, He 59, He 115                     |